# Wild Hogs
Wild Hogs is een Amerikaanse komediefilm uit 2007 met in de hoofdrollen John Travolta, Tim Allen, Martin Lawrence en William H. Macy. De film ging in première in de Verenigde Staten en Canada op 2 maart 2007.

## Kenmerken
De film was een zeer groot succes, met een opbrengst van bijna 253 miljoen dollar in augustus 2007. De film werd door recensenten wisselend ontvangen. Op IMDb.com heeft de film momenteel (november 2014) een 5,9 uit 10.
Regisseur Walt Becker heeft interesse getoond in een vervolg. John Travolta zei in een interview dat dat tweede deel zich dan zou kunnen afspelen in Zuid-Amerika. Verder in het interview suggereerde hij ook dat de film zich in Europa zou kunnen afspelen.

## Verhaal
Woody Stevens, Doug Madsen, Bobby Davis en Dudley Frank zijn vier mannen van middelbare leeftijd uit Cincinnati die opzien tegen de sleur van het dagelijks leven. Woody is een voormalige rijke zakenman die nu gescheiden is en al zijn geld kwijt is. Doug is een tandarts die weinig met zijn zoon omgaat en zijn gloriedagen mist toen hij "The Golden Knight" genoemd werd. Bobby is een schoonmaker die het regelmatig met zijn vrouw aan de stok heeft en tegelijkertijd zijn droom wil volgen door een boek te schrijven. Dudley is een computernerd die een vrouw zoekt in zijn leven. Samen hebben ze een hobby, het rijden met hun motoren door de stad. Ze hebben zelfs ieder een leren jack met daarop het logo van hun motorgroepje, "Wild Hogs".
Nadat Woody's huwelijk is geëindigd in een scheiding en hij bankroet is stelt hij voor om met de Wild Hogs dwars door het land te gaan en het avontuur op te zoeken met hun motoren. Na wat aarzeling bij de drie anderen stemmen zij in dat ze met z'n vieren op hun Harley-Davidsons het land gaan ontdekken.
Hun tocht door het land bevat zowel komische momenten als rampen. Bijvoorbeeld, wanneer de vier naast elkaar slapen in het bos komt er een politieman opdagen die hen zegt dat ze zich onzedelijk gedragen. De politieman blijkt echter homoseksueel en jaloers te zijn. Later gaan de vier samen naakt zwemmen, maar dan komt er een gezin opdagen dat er ook wil zwemmen. De politieman verschijnt opnieuw, dit keer ook naakt, en samen met de vier wil hij zwemmen. Het bevalt de Wild Hogs maar niets en ze verlaten het meer.
Het plezier eindigt wanneer de vier stoppen bij een klein café in New Mexico en daar een echte motorbende tegenkomen, genoemd de "Del Fuegos". Del Fuegos-leider Jack dwingt Dudley zijn motor te ruilen voor een lelijke motor. Dudley laat de oude motor, die geen wielen meer heeft, staan en in plaats daarvan krijgt hij een zijspan. De vier mannen worden weggejaagd met de woorden dat ze geen echte motorrijders zijn, in tegenstelling tot Damien Blade, de bouwer van het café en de oprichter van de Del Fuegos.
Een kilometer verder stopt Woody, die zich schaamt voor hen. Hij zegt tegen zijn vrienden dat hij terug zal lopen en de motor van Dudley mee terug zal nemen. Wanneer Woody bij de bar is bedenkt hij een list om de Del Fuegos terug te pakken. Hij knipt de brandstofleidingen van de motoren door en rijdt dan weg met de motor van Woody. Jack ziet dat de motor weg is en geeft zijn bende de opdracht de Wild Hogs te volgen, maar doordat hij in de benzine rondom de motoren een sigaret laat vallen vliegen alle motoren in brand, de brand loopt uit de hand en dit leid uiteindelijk tot de ontploffing van het café. De Del Fuegos zweren wraak terwijl ze hun motoren repareren.
De Wild Hogs staan ondertussen zonder benzine langs de kant van de weg. Na een uitputtende wandeltocht komen ze terecht in het plaatsje Madrid in New Mexico, waar ze de nacht doorbrengen om de dag erna te kunnen tanken. In een restaurant worden de vier onterecht aangezien voor de Del Fuegos, waardoor iedereen voor hen bang is. Nadat het misverstand uit de wereld is geholpen zegt de sheriff van Madrid dat de Del Fuegos jaarlijks hun stad terroriseren, en de lokale politie, die een politieopleiding krijgt via het videospel Doom, daar niks kan tegen uitrichten.
Op het chilifestival die avond ontmoet Dudley Maggie, en de twee zijn meteen verliefd. Als de twee nader tot elkaar willen komen ziet Bobby dat twee Del Fuegos de stad binnen rijden. Ze zien de Wild Hogs en nemen meteen contact op met Jack. Bobby denkt dat ze hem niets kunnen maken vanwege Woody's verrichtingen bij het café en zet de twee Del Fuegos daarom voor gek. Jack heeft de twee echter gezegd niets te doen totdat hij en de rest van de bende is gearriveerd. De twee verlaten de stad en de Wild Hogs worden vereerd als helden.
De ochtend erna arriveren de Del Fuegos massaal in het plaatsje. Jack schreeuwt tegen de inwoners dat hij en zijn bende de hele stad zullen slopen totdat de Wild Hogs zullen opdagen. Woody biecht op dat hij loog over het incident bij het café van de Del Fuegos, en zijn vrienden zijn teleurgesteld. Wanneer de Del Fuegos beginnen met het slopen van Maggies café komt Dudley naar voren, terwijl de rest van de Wild Hogs hem rugdekking geven. Het mondt uit in een groot gevecht, waarbij schade ontstaat aan het restaurant en zowel de Del Fuegos als de Wild Hogs gewond raken. Dan komen de inwoners in actie. Ze schreeuwen tegen de Del Fuegos dat ze uit hun stad moeten blijven. Damien Blade is ook onder hen, de oprichter van de Del Fuegos. Hij vertelt Jack, zijn zoon, dat motorrijden niets te maken heeft met asociaal gedrag en geweld. De Del Fuegos verlaten de stad. Dan volgt een ode aan Easy Rider; Blade zegt, voordat hij de stad verlaat, tegen de Wild Hogs dat ze hun horloges moeten afdoen.
Bobby en Doug komen aan in de stad. Bobby zegt tegen zijn vrouw dat hij het niet op prijs stelt dat zij hem zo commandeert. De twee begrijpen elkaar weer en ze omhelzen elkaar. Doug weet indruk te maken op zijn zoon door hem te vertellen over zijn avonturen. Dudley zegt dat hij snel zal terugkeren naar de stad om zijn tijd door te brengen met Maggie. De film eindigt met een scène waarin de vier Wild Hogs langs de kust van de Grote Oceaan rijden.
Tijdens de aftiteling is een parodie op Extreme Makeover: Home Edition te zien, waarin de Del Fuegos een nieuw café krijgen. Jack kan zijn tranen hierbij moeilijk binnenhouden.

## Rolverdeling
| Acteur           | Personage     |
| ---------------- | ------------- |
| John Travolta    | Woody Stevens |
| Tim Allen        | Doug Madsen   |
| Martin Lawrence  | Bobby Davis   |
| William H. Macy  | Dudley Frank  |
| Marisa Tomei     | Maggie        |
| Ray Liotta       | Jack          |
| John C. McGinley | Verkeersagent |
| Tichina Arnold   | Karen Davis   |
| Shane Baumel     | Toby          |
| Kevin Durand     | Red           |

## Trivia
- De Hells Angels daagden in 2007 de Walt Disney Motion Pictures Group voor de rechter vanwege het gebruik van het logo van de Hells Angels Motorcycle Corporation zonder toestemming.
- Paul Teutul Sr. en Paul Teutul Jr., bekend van American Chopper, hebben een cameo in de film.
- De film werd bijna geheel in New Mexico opgenomen.
- Martin Lawrence en Tichina Arnold speelden al eerder samen in Big Momma's House en de televisieserie Martin.
- Peter Fonda speelt Jacks vader, hoewel hij slechts veertien jaar ouder dan Ray Liotta, die Jack speelt, is.